# Mägenwil
Mägenwil (schweizertyska: Mägewil) är en ort och kommun i distriktet Baden i kantonen Aargau, Schweiz. Kommunen har 2 215 invånare (2023).